# Matt Sydal
Pour les articles homonymes, voir Bourne.
Matthew Joseph Korklan (né le 19 mars 1983 à Saint-Louis, Missouri) est un catcheur (lutteur professionnel) américain dans la fédération All Elite Wrestling (AEW) sous le nom de Matt Sydal.
Il rejoint la Ring of Honor (ROH) où il devient champion du monde par équipe de la ROH avec Christopher Daniels. Il est surtout connu pour son travail à la World Wrestling Entertainment (WWE), où il lutte sous le nom d'Evan Bourne de 2007 à 2014. Il y devient champion du monde par équipe de la WWE avec Kofi Kingston avec qui il forme l'équipe Air Boom. Après son départ de la fédération, il retourne à la ROH et travaille dans le même temps pour la New Japan Pro-Wrestling où il remporte à deux reprises le champion par équipe poids-lourds junior International Wrestling Grand Prix (IWGP) avec Ricochet. Avec ce dernier et Satoshi Kojima, ils remportent les championnats NEVER poids-libre par équipe de trois. Il travaille ensuite pour Impact Wrestling où il remporte le grand championnat et le championnat de la Division X.

## Jeunesse
Korklan est un fan de catch et cite Bret Hart, Dean Malenko, Rey Mysterio, Eddie Guerrero ainsi que plusieurs catcheurs de l'Extreme Championship Wrestling comme ses idoles. Au lycée, il fait partie de l'équipe de lutte et commence à faire du catch, d'abord de manière non encadrée dans ce que les américains appellent le backyard wrestling, puis à la Gateway Championship Wrestling. C'est dans cette fédération qu'il fait son premier combat à 17 ans. Après le lycée, il poursuit ses études à l'université du Missouri-Columbia tout en commençant sa carrière de catcheur. Il y obtient un bachelor en marketing en 2005.

## Carrière

### Total Nonstop Action et Wrestling Society X (2004-2005)
Sydal est présenté à la TNA lors du pay-per-view Victory Road,
Sydal participe au premier épisode de Wrestling Society X, où il est accompagné de son valet Lizzy Valentine, et perd face à Jack Evans. Sydal avait un début de storyline où il devait être en rivalité contre Syxx-Pac à propos de Lizzy Valentine, mais les deux hommes n'ont jamais catché entre eux à cause de la fermeture de l'arrêt de l'émission.

### Ring Of Honor (2004-2007)

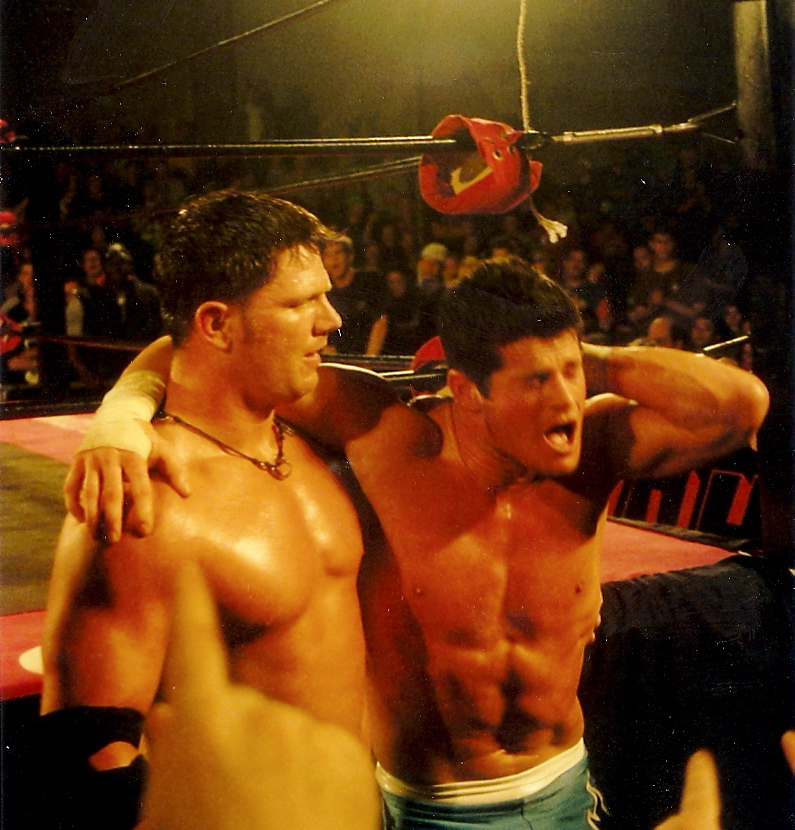
Matt Sydal avec A.J. Styles (gauche) à la Ring of Honor en 2007.

Le 23 avril 2004, Sydal (avec Daizee Haze) débute à la Ring of Honor en battant Delirious. À la suite d'une brève rivalité avec Trent Acid, Sydal forme une équipe avec Eddie Vegas : The Air Devils. Ils ne font finalement équipe que le 25 février 2005, parce que Vegs le trahit et rejoint l'équipe heel The Embassy. Le 12 août 2005, Sydal est introduit à Generation Next (en). À la fin de l'année 2005, Daizee Haze se retourne également contre lui et abandonne Generation Next pour rejoindre, lui aussi, The Embassy. Generation Next et The Embassy s'affrontent à de nombreuses reprises. Le point culminant de ce conflit est un Steel Cage Warfare match qui est remporté par Generation Next le 3 décembre.
Après avoir lutté contre Styles à de nombreuses reprises, Sydal et lui s'associent pour affronter les champions par équipe de la ROH, Austin Aries et Roderick Strong. Sydal fait aussi équipe avec Samoa Joe et Jack Evans pour essayer et finalement gagner le ROH World Tag Team Championship. Sydal va jusqu'en finale du tournoi Survival of the Fittest de l'année 2006 avant de se faire battre par Delirious. Ils continuent ainsi leur rivalité à la ROH et s'affrontent à diverses reprises pendant l'été et l'automne. Le 25 novembre, Sydal fait équipe avec Christopher Daniels pour battre les Kings of Wrestling (Chris Hero et Claudio Castagnoli) pour remporter le ROH World Tag Team Championship.
Le 24 février 2007, le duo laisse finalement le titre entre les mains des Briscoe Brothers (Mark Briscoe et Jay Briscoe). Après avoir tenté vainement de récupérer son titre avec Claudio Castagnoli, Sydal rejoint Larry Sweeney et son équipe incluant Chris Hero, Sara Del Rey et Tank Holand. Lors du ROH Race to the Top Tournament, Sydal perd son premier round face à Mike Quackenbush (en).
Le 15 septembre 2007, Sydal termine son passage dans la fédération lors du pay-per-view Man Up dans un match contre Delirious, le même homme qu'il a combattu à ses débuts.

### Dragon Gate (2006-2007, 2014-2015)
En mai 2006, Sydal va au Japon et rejoint la Dragon Gate. Il s'associe avec CIMA, Don Fuji et Evans pour former The New Blood Generation International. Il remporte le championnat Dragon Gate Open the Brave Gate le 12 février 2007.

### World Wrestling Entertainment (2007-2014)

#### Territoires de développement (2007-2008)
Après la fin de son contrat avec la Wrestling Society X, Sydal signe un contrat à la World Wrestling Entertainment. Le 10 octobre 2007, il fait ses débuts à la Ohio Valley Wrestling en battant Jamin Olivencia. Le 5 décembre, il bat Mike Kruel pour remporter le championnat poids-lourds de l'OVW. Le 22 mars 2008, Sydal fait ses débuts à la Florida Championship Wrestling en battant T.J. Wilson[réf. nécessaire].

#### Débuts et diverses rivalités (2008-2011)

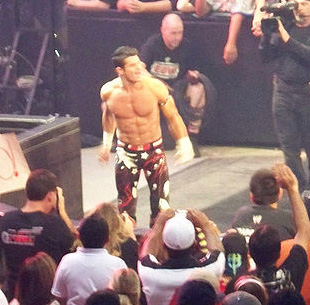
Evan à la ECW, 2009.

Le 3 juin 2008, Sydal fait ses débuts à la ECW, en perdant un match face à Shelton Benjamin. La semaine suivante, le 10 juin, Sydal devient un membre à plein temps de la WWE, où il est renommé Evan Bourne. Le 14 octobre, à la ECW, il bat Chavo Guerrero et obtient ainsi sa qualification à Cyber Sunday dans un match pour le championnat de la ECW. Les fans doivent voter pour lui, Mark Henry ou Finlay. Il est le choix du public et affronte donc Matt Hardy, mais perd ce match à la suite d'un Twist of Fate de ce dernier. Il s'absente ensuite quatre mois à la suite d'une blessure à la cheville. En fin d'année, il reçoit le Slammy Award de la meilleure prise de finition. Il fait son retour à la ECW le 17 mars 2009 et bat Jamie Noble.
Le 29 juin, il est drafté à RAW. Pour son premier match, il participe à un gauntlet match contre Randy Orton, qu'il perd. Aux Survivor Series, il fait partie de l'équipe de John Morrison où il élimine Dolph Ziggler, mais se fait éliminer quelques secondes après par Drew McIntyre. L'équipe gagnante est celle de The Miz. Il fait une apparition à la ECW le 29 décembre, lors d'une émission spéciale appelée ECW HomeComing, pour se qualifier pour une bataille royale qui permet d'affronter Christian au Royal Rumble 2010 pour le championnat de la ECW. Il bat Mike Knox, mais est éliminé de la bataille royale par Kane.
Au début de l'année 2010, Bourne participe au Royal Rumble match en entrant en 2e position. Il se fait éliminer en premier par CM Punk. Plus tard, il se qualifie au Money in the Bank Ladder match de WrestleMania XXVI en battant William Regal. C'est cependant Jack Swagger qui remporte la mallette. Lors de 4-Way Finale, il bat Chris Jericho grâce à un Air Bourne porté sur le dos et obtient sa première victoire en pay-per-view. Il participe au Money in the Bank Ladder Match de RAW lors de Money in the Bank, mais ne parvient pas à décrocher la mallette, remporté par The Miz. Lors du RAW du 31 août, il commence une alliance avec Mark Henry après que ce dernier est venu l'aider alors qu'il était agressé par Alberto Del Rio. Ils participent au gauntlet match par équipe pour les championnats par équipes lors de Night of Champions, mais n'en sortent pas vainqueur. Lors du RAW du 11 octobre, il perd face à CM Punk qui se qualifie pour l'équipe de RAW à Bragging Rights et qui, après le match, continue à l'attaquer jusqu'à ce qu'il le blesse. Cette blessure scénaristique va lui permettre de se remettre d'une blessure réelle à l'épaule.
Bourne fait son retour à RAW le 28 février en remportant un match contre King Sheamus, après que Triple H lui a porté son Pedigree sur la table des commentateurs. Par la suite, il entame une rivalité avec Jack Swagger. La rivalité se conclut à Capitol Punishment, par une victoire de Bourne sur Swagger. Il participe au Money in the Bank Ladder match de RAW lors de Money in the Bank, mais le match est remporté par Alberto Del Rio.

#### Air Boom, champion par équipe, blessure et départ (2011-2014)

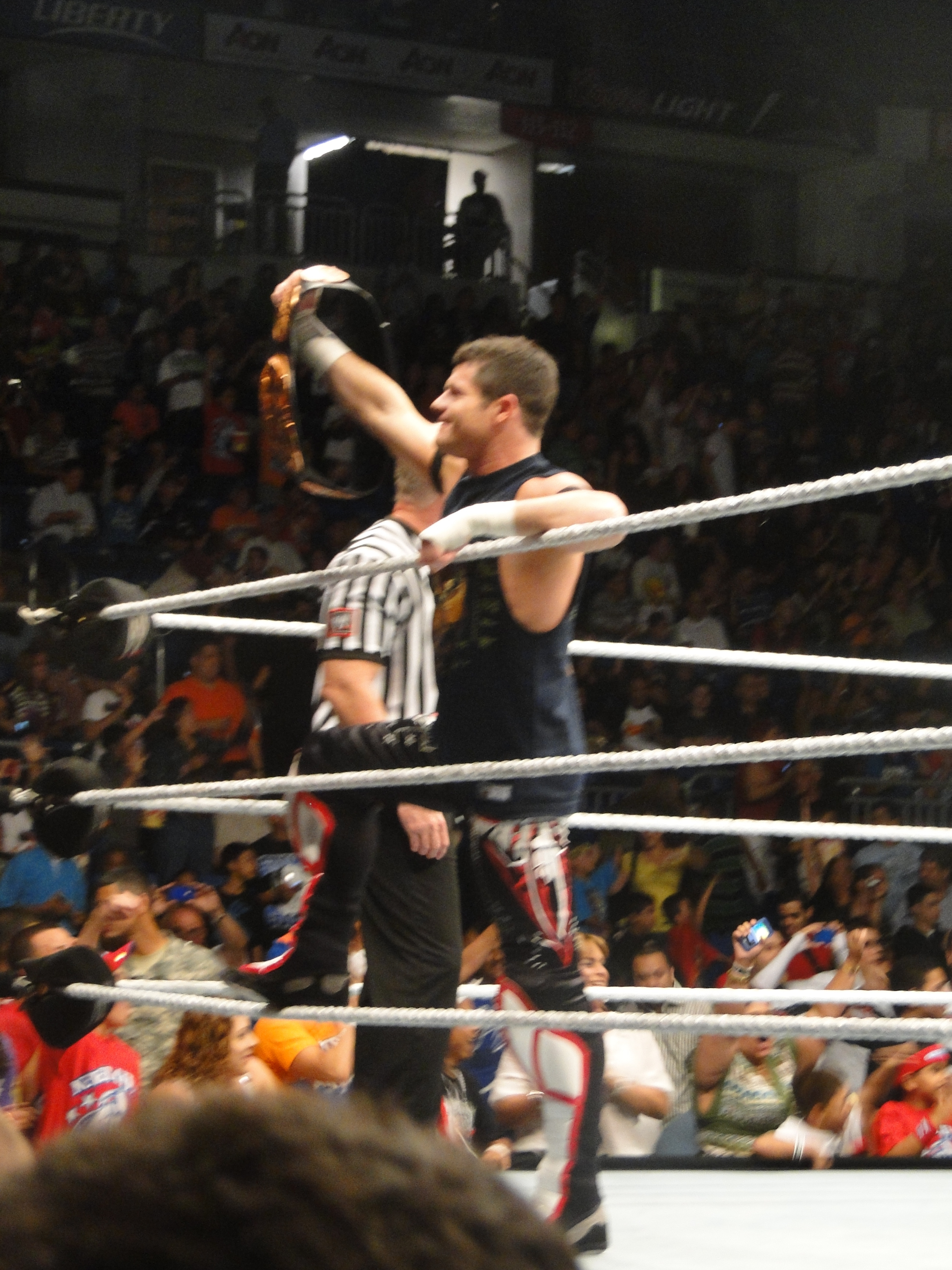
Evan Bourne, avec sa ceinture de champion par équipe de la WWE.

La semaine suivante, le 22 août, Kofi et Bourne battent à nouveau Otunga et McGillicutty et remportent les championnats par équipes. C'est son premier titre à la WWE. La semaine suivante, ils battent les anciens champions et conservent leurs titres et nomment leur équipe Air Boom. Ils battent et conservent leurs titres par disqualification contre The Miz et R-Truth lors de Night of Champions car The Miz a poussé l'arbitre au sol. L'équipe entre ensuite en rivalité avec Jack Swagger et Dolph Ziggler, qu'ils battront pour les titres à plusieurs reprises. Le 1er novembre, Bourne est suspendu pour une durée de 30 jours, à la suite de sa première infraction à la politique de la compagnie.
Il fait son retour le 8 décembre à Superstars, où il gagne contre Epico. Bourne et Kingston entrent alors en rivalité avec Epico et Primo. Lors de TLC 2011, ils conservent les titres face à Epico et Primo. Ils finiront par perdre les titres face à Epico et Primo lors d'un house show à Oakland le 15 janvier 2012. Le lendemain à RAW, ils perdent leur match revanche. Le 17 janvier, il est à nouveau suspendu, pour une durée de 60 jours, à la suite de sa deuxième violation de la politique de la compagnie.
Le 19 mars 2012, il annonce sur Twitter qu'il a eu un grave accident de voiture et que son pied a été gravement touché.
Le 12 juin 2014, la WWE annonce son départ de la fédération.

### Retour sur le circuit Indépendant (2014-...)
Du 30 au 31 août, Sydal participe au 2014 Battle of Los Angeles. Après une victoire contre Chris Hero, il est éliminé du tournoi par Kenny Omega,. Le 7 février 2015, Sydal débute à la Family Wrestling Entertainment (FWE), mais perd face à Paul London pour le FWE Tri-Borough Championship.
Sydal devient actif au Royaume-Uni notamment dans la Revolution Pro Wrestling, où il est en rivalité avec Will Ospreay[réf. nécessaire].
Le 3 octobre 2015 dans un Show en Corée du Sud, Sydal détient brièvement le PWF Lord of the World Championship en battant Namsuk Kim avant d'être battu dans un match de revanche immédiate. C'est son premier championnat depuis son départ de la WWE[réf. nécessaire].
Le 11 mai 2018 lors du premier spectacle de la Warrior Wrestling, il perd contre Penta El Zero M, ce match impliquait aussi DJZ[réf. nécessaire]. Le 24 avril lors de AW Unstoppable, il perd avec Colt Cabana contre Eddie Kingston et David Starr[réf. nécessaire].

### Evolve (2014)
Le 9 août, Sydal fait ses débuts à la Evolve, mais perd contre Ricochet pour le Open the Freedom Gate Championship.

### Retour à la Ring of Honor (2014-2017)

#### Retour, Alliance avec ACH et départ (2014-2017)
Sydal fait son retour à la ROH le 27 septembre 2014 et il perd face à A.J. Styles. En novembre, il participe au tournoi de Survival of the Fittest, remporté par Adam Cole. Il défie Jay Lethal pour le ROH World Television Championship lors de Final Battle 2014 mais il perd ce match. Il perd ensuite une série de 5 matchs contre son partenaire ACH lors de Survival of the Fittest 2015 pour se qualifier en finale du tournoi, remporté le lendemain par Michael Elgin. Le 18 décembre, lors de Final Battle 2015, ACH, Alex Shelley et lui battent les KRD (The Addiction (Christopher Daniels et Frankie Kazarian) et Chris Sabin). Lors de 14th Anniversary Show Kushida, ACH et lui perdent contre Bullet Club (Kenny Omega, Matt Jackson et Nick Jackson) et ne remportent pas les NEVER Openweight 6-Man Tag Team Championship. Le 12 mars 2016, au premier jour du ROH conquest tour 2016, il perd face à Jay Lethal pour le ROH World Championship[réf. nécessaire].

### New Japan Pro-Wrestling (2015-2016)
Le 23 septembre 2015, Sydal fait ses débuts pour la New Japan Pro-Wrestling, lors de Destruction in Okayaka, faisant équipe avec Hiroshi Tanahashi dans un match par équipe, où ils ont battu Bad Luck Fale et Tama Tonga. Plus tard dans la soirée, le nouveau IWGP Junior Heavyweight Champion, Kenny Omega nomme Sydal comme le premier challenger pour son titre. Le 12 octobre lors de King of Pro-Wrestling, Sydal n'arrive pas a battre Omega et ne remporte pas le titre. Le 24 octobre, Sydal et Ricochet battent Alex Shelley et Kushida dans leur premier match du premier tour dans le tournoi de Super Junior Tag. Le 7 novembre, à Power Struggle 2015, Ricochet et lui battent Roppongi Vice (Baretta et Rocky Romero) et remportent le Super Jr. Tag Tournament. Le 4 janvier 2016 à Wrestle Kingdom 10 au Tokyo Dome, Sydal et Ricochet font équipe contre les Young Bucks, les reDRagon et les Roppongi Vice pour les IWGP Junior Heavyweight Tag Team Championship, mais ils perdent ce match au profit des Young Bucks. Le 11 février à The New Beginning in Osaka, Ricochet et Sydal battent The Young Bucks et reDRagon dans un three-way match et deviennent les nouveau IWGP Junior Heavyweight Tag Team Championship[réf. nécessaire]. Lors d'Invasion Attack 2016, ils perdent les titres contre Roppongi Vice. Lors de Wrestling Dontaku 2016, ils battent Roppongi Vice et remportent les IWGP Junior Heavyweight Tag Team Championship pour la deuxième fois.
Plus tard dans le mois, Sydal participe au 2016 Best of the Super Juniors. Il termine le tournoi avec cinq victoires et deux défaites, à égalité avec Ryusuke Taguchi, mais ne réussit à se qualifier pour la finale en raison de sa perte face à Taguchi dans leur match[réf. nécessaire].
Le 19 juin à Dominion 6.19, Sydal et Ricochet perdent le IWGP Junior Heavyweight Tag Team Championship face aux Young Bucks dans un match d'élimination impliquant également reDRagon et Roppongi Vice. Le 3 juillet 2016, Ricochet, Satoshi Kojima et lui battent le Bullet Club (Kenny Omega, Matt et Nick Jackson) et remportent les NEVER Openweight 6-Man Tag Team Championship. Le 20 juillet, il entre dans le Super J-Cup 2016 Tournament, en battant le représentant de la Kaientai Dojo, Kaji Tomato dans son match de premier tour[réf. nécessaire]. Le 21 août, il bat Will Ospreay dans son match de second tour avant d'être éliminé du tournoi en demi-finale par le représentant de Suzuki-gun, Yoshinobu Kanemaru[réf. nécessaire].

### Retour à Impact Wrestling (2017-2018)

#### Grand champion d'Impact et champion de la Division X (2017-2018)
Le 27 avril 2017, Impact Wrestling (anciennement Total Nonstop Action Wrestling) annonce le retour de Matt Sydal dans son roster, sur Facebook, le même soir à Impact il débute en battant Trevor Lee[réf. nécessaire]. Le 10 novembre à Impact, il bat EC3 et devient Impact Grand Champion. Lors de Crossroads 2018, diffusé le 8 mars, il bat Taiji Ishimori, conserve le Impact Grand Championship et remporte le Impact X-Division Championship d'Ishimori, détenant ainsi les deux titres simultanément[réf. nécessaire].
Lors de l'épisode d'Impact diffusé le 15 mars, il révèle que Josh Matthews est son guide spirituel et lui offre le Impact Grand Championship, le règne de Sydal reste cependant ininterrompu.  Le 29 mars à Impact, il perd son Impact Grand Championship contre Austin Aries.
Le 22 avril à Redemption, il bat Petey Williams et conserve le titre de la X-Division. De juin à juillet, il entre en rivalité avec Brian Cage, jusqu'au 22 juillet à Slammiversary XVI, où il perd le titre de la X-Division contre lui. 

#### Alliance avec Rich Swann et départ (2018)
Le 20 septembre à Impact, Rich Swann accepte de faire équipe avec Sydal contre les Lucha Brothers mais ils perdront contre ces derniers. Le 14 octobre lors de Bound for Glory 2018, Page et Sydal perdent contre Rich Swann et Willie Mack.
Suivant cela, il est contraint de se faire opérer du genou, pour revenir en action en avril 2019.
Il quitte Impact lorsque son contrat expire à la fin de l'année 2018[réf. nécessaire].

### All Elite Wrestling (2020-...)
Le 5 septembre 2020, il effectua une apparition lors de la Casino Battle Royale mais il fut éliminé par Lance Archer. Le 17 novembre, il signe officiellement un contrat avec la All Elite Wrestling.

## Palmarès
- Dragon Gate

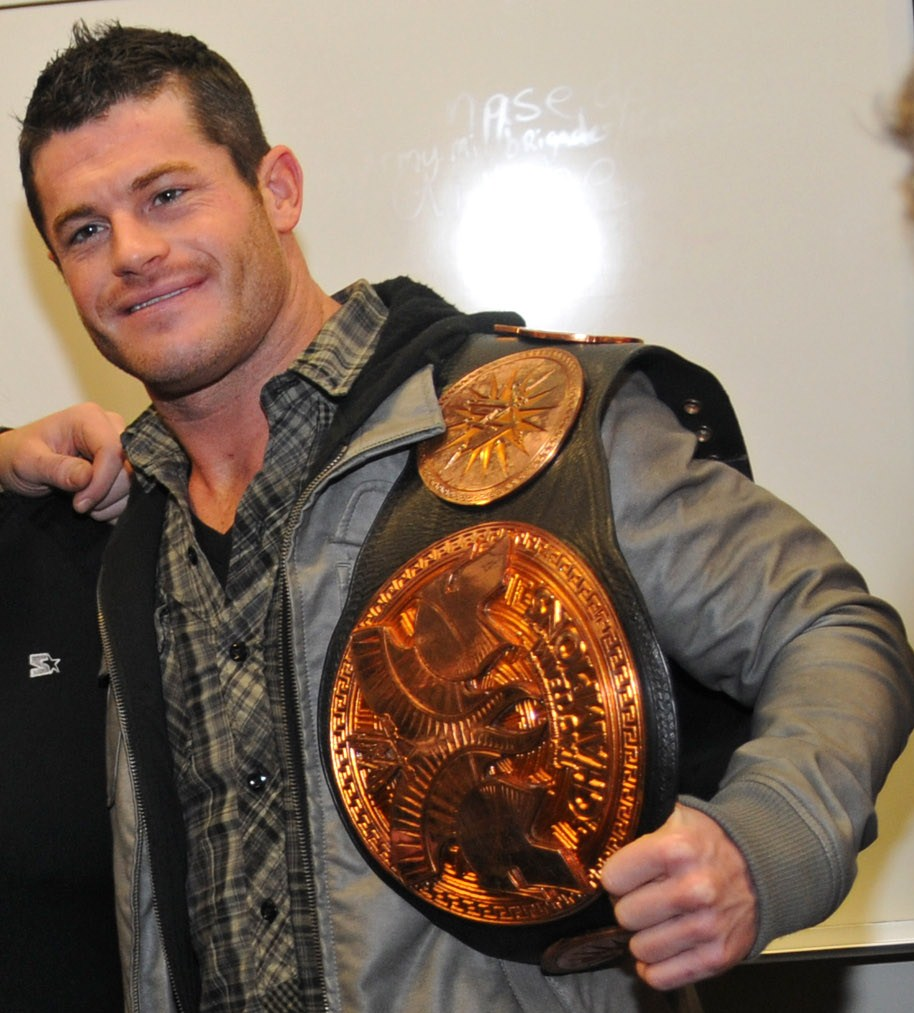
Evan Bourne avec le championnat par équipe de la WWE lors du Tribute to the Troops 2011

  - 1 fois Dragon Gate Open the Brave Gate Champion[3]

- Impact Wrestling
  - 1 fois grand champion
  - 1 fois champion de la Division X
  - Vainqueur du Sony SIX X Division Invitational Trophy (2017)

- Independent Wrestling Association Mid-South
  - 1 fois IWA Mid-South Light Heavyweight Champion[31]
  - Ted Petty Invitational (2005)[32]

- NWA Midwest
  - 2 fois champion de la Division x de la NWA Midwest[33]

- New Japan Pro-Wrestling
  - 2 fois IWGP Junior Heavyweight Tag Team Champion avec Ricochet
  - 1 fois NEVER Openweight 6-Man Tag Team Champion avec Ricochet et Satoshi Kojima
  - Vainqueur du Super Junior Tag Tournament (2015) - avec Ricochet

- Ohio Valley Wrestling
  - 1 fois OVW Heavyweight Champion[4]

- Pro Wrestling Fit
  - 1 fois The Lord of The World Champion

- Ring of Honor
  - 1 fois ROH World Tag Team Champion avec Christopher Daniels

- World Wrestling Entertainment
  - 1 fois WWE Tag Team Champion avec Kofi Kingston
  - Slammy Award du meilleur mouvement de finition en 2008 pour le Air Bourne

### Récompenses de magazines
- Pro Wrestling Illustrated

| Année | 2004 | 2005       | 2006 | 2007 | 2008 | 2009 | 2010 | 2011 | 2012 | 2013 à 2014 | 2015 | 2016 | 2017 | 2018 | 2019 | 2020 | 2021 |
| ----- | ---- | ---------- | ---- | ---- | ---- | ---- | ---- | ---- | ---- | ----------- | ---- | ---- | ---- | ---- | ---- | ---- | ---- |
| Rang  | 398  | Non classé | 101  | 128  | 215  | 63   | 63   | 69   | 97   | Non classé  | 114  | 129  | 176  | 66   | 192  | 469  | 356  |

- Wrestling Observer Newsletter
  - Best Flying Wrestling (2008)
  - Best Wrestling Maneuver (2008) - Air Bourne
  - Most Underrated (2009)
  - 5 Star Match (2016) avec Ricochet et Will Ospreay vs. Adam Cole et The Young Bucks le 3 septembre[35]